# ماري سوزان إدغار
ماري سوزان إدغار (بالإنجليزية: Mary Susanne Edgar)‏ (23 مايو 1889، ساندريج في كندا - 17 سبتمبر 1973، تورونتو في كندا)؛ روائية كندية.